# Nessaea ecuadorensis
Nessaea ecuadorensis är en fjärilsart som beskrevs av Talbot 1932. Nessaea ecuadorensis ingår i släktet Nessaea och familjen praktfjärilar. Inga underarter finns listade i Catalogue of Life.